# یوری کاوامورا

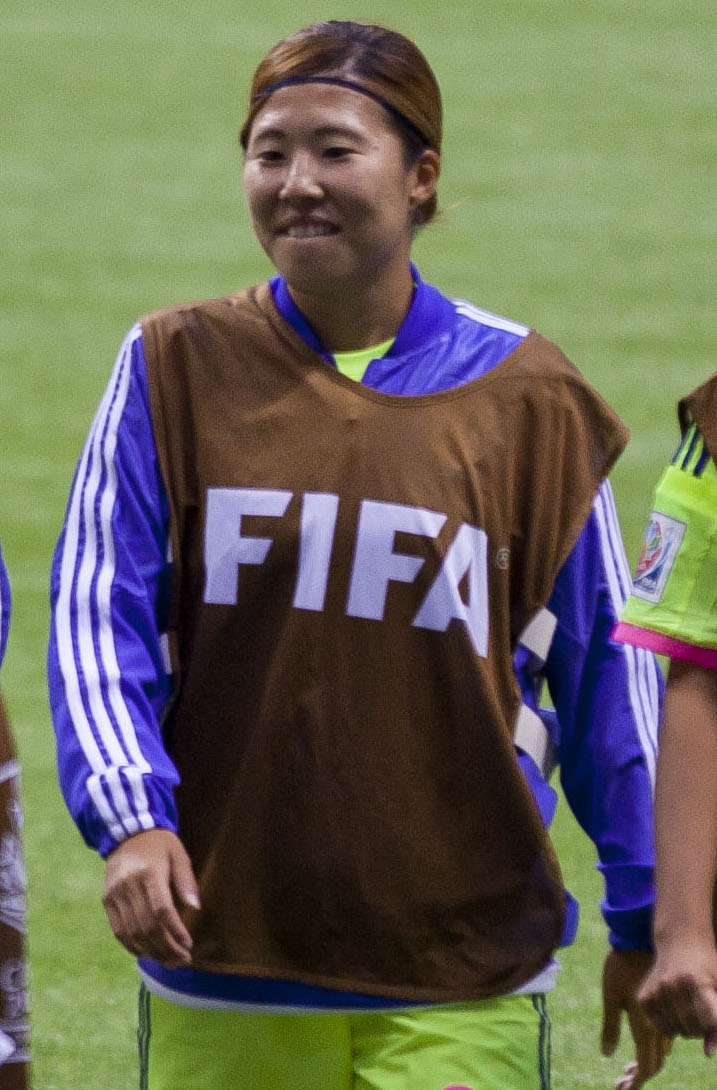
یوری کاوامورا در سال ۲۰۱۵

یوری کاوامورا (انگلیسی: Yuri Kawamura؛ زادهٔ ۱۷ مهٔ ۱۹۸۹) بازیکن فوتبال است که در تیم ملی فوتبال زنان ژاپن بازی کرده‌است.